# Sorókine
Sorókine o Krasnodón (en ucraniano: Сорокине, Краснодон; en ruso: Соро́кино, Краснодо́н) es una ciudad minera del sudeste de Ucrania, en el óblast de Lugansk. Se encuentra a 43 kilómetros al sudeste de Lugansk. Su población es de 43.683 habitantes (2017).
La ciudad se encuentra ocupada por Rusia desde la guerra del Dombás, siendo administrada como parte de la de facto República Popular de Lugansk.

## Historia
Sorókine fue fundada en 1912 a orillas del río Velika Kámianka, un afluente del río Donéts, con el nombre de Sorókino. La ciudad se convirtió rápidamente en uno de los principales centros de la industria carbonífera de la región del Donbass. La ciudad fue renombrada como Krasnodón el 28 de octubre de 1938 en una decisión del Presidente del Soviet Supremo de la URSS.
Durante la Segunda Guerra Mundial, Sorókine fue ocupada por la Alemania Nazi desde 20 de julio de 1942 hasta enero de 1943. Durante este periodo, entre octubre de 1942 y enero de 1943 la organización Joven Guardia de Komsomol llevó la lucha antifascista. Algunos monumentos y un memorial recuerdan la lucha y sacrificio de la Joven Guardia de Krasnodón.
La ciudad fue renombrada como Sorókine el julio de 2016 en una decisión del Verkhovna Rada.

## Economía
La empresa estatal Krasnodonvugillya (en ucraniano Краснодонвугілля) o Krasnodonúgol (en ruso Краснодонуголь) ocupa la cuarta posición por su producción de carbón en Ucrania, con 5,12 millones de toneladas en 2001.

## Población
| 1989   | 2001   | 2006   | 2011   |
| ------ | ------ | ------ | ------ |
| 52.885 | 50.560 | 47.237 | 44.840 |

Según el censo de 2001, la lengua materna de la población es el ruso para el 90,75% de la población, para el 8,46% el ucraniano y para el 0,17% el romaní.